# Сильвани, Герардо
Герардо Сильвани (итал. Gherardo Silvani; 14 декабря 1579, Флоренция — 23 ноября 1675, Флоренция) — итальянский архитектор и скульптор эпохи барокко.

## Жизнь и творчество
Герардо родился во Флоренции 14 декабря 1579 года в семье мелкого дворянина Франческо ди Сильвано Сильвани. Два близких художнику биографа — Джованни Сини, который писал на основе личных воспоминаний, и Филиппо Бальдинуччи — дают о его жизни скудные сведения, а многие атрибуции его работ не подтверждаются документами или датами и подписями, поэтому исчерпывающее исследование его творческой личности до сих пор отсутствует.
Герардо Сильвани вместе с сыном Пьером Франческо был придворным архитектором, выполнял множество заказов во Флоренции: в Палаццо Корсини аль Парионе (1670-е гг.), Палаццо Каппони-Ковони(1623), Палаццо Фенци (1634), Палаццо Паллавичини, Палаццо ди Сан-Клементе.
Он проектировал купол базилики Санто-Спирито, реконструкцию церквей Сан-Фредиано, Сан-Симоне, Сант-Агостино и Санта-Мария-Маджоре, руководил работами в церкви Сан-Гаэтано, создал портик Санта-Маргерита. Однако его модель фасада собора Санта-Мария-дель-Фьоре (1635—1636) не была принята.
Его индивидуальный стиль был сформирован тосканским маньеризмом Бернардо Буонталенти и Бартоломео Амманнати, поэтому он отвергал капризы римского барокко и отдавал предпочтение более сдержанному стилю.
Его главным произведением является церковь и фасад церкви Сан-Гаэтано (1604—1648) перед площадью Антинори во Флоренции. Работа была заказана кардиналом Карло Медичи и посвящена основателю театинского ордена Святому Каэтану. Строительными работами занимался Маттео Ниджетти. Фасад с его богатым скульптурным оформлением нетипичен для флорентийских церквей, характерных иконоборческими схемами с архитектоническим декором.
Герардо Сильвани был умелым садовым архитектором и его приглашали проектировать несколько вилл во Флоренции. Он также работал в Прато, Пистойе, Вольтерре и Валломброзе.
Он был активен до глубокой старости и умер почти в столетнем возрасте.

## Галерея

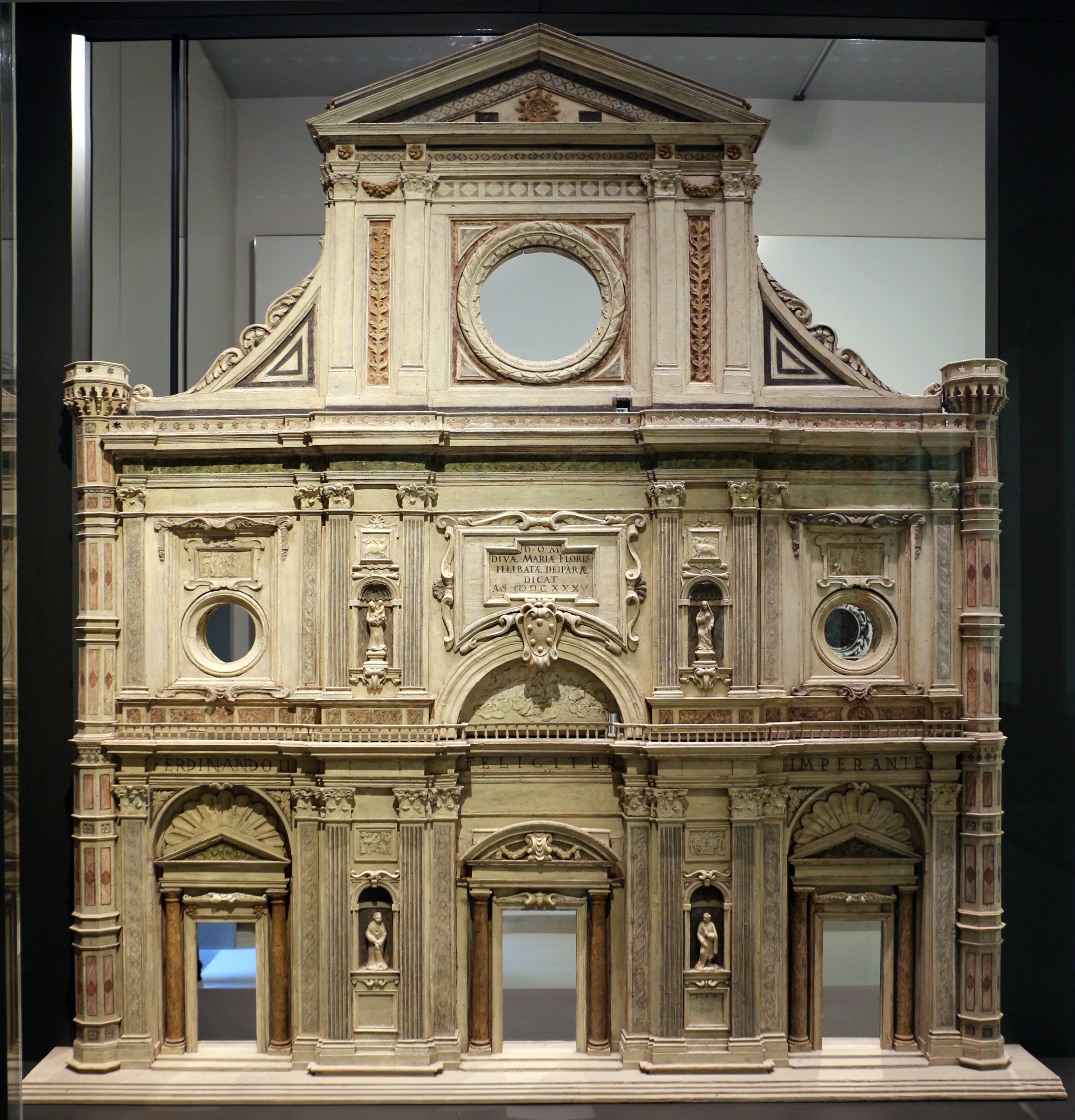
Проект фасада собора Санта-Мария-дель-Фьоре, Флоренция. Деревянная модель. 1635—1636. Музей произведений искусства Собора
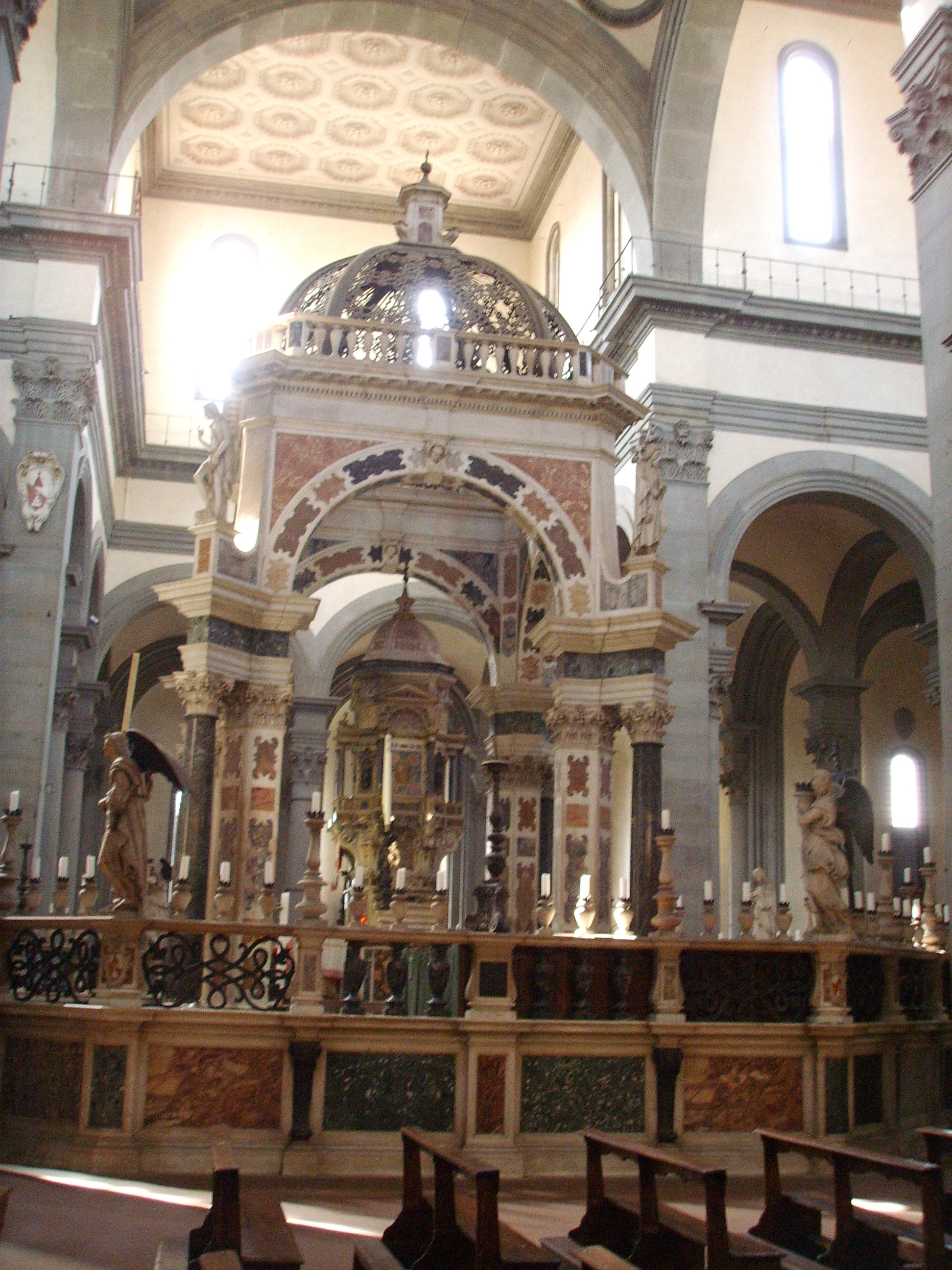
Киворий в средокрестии базилики Санто-Спирито, Флоренция
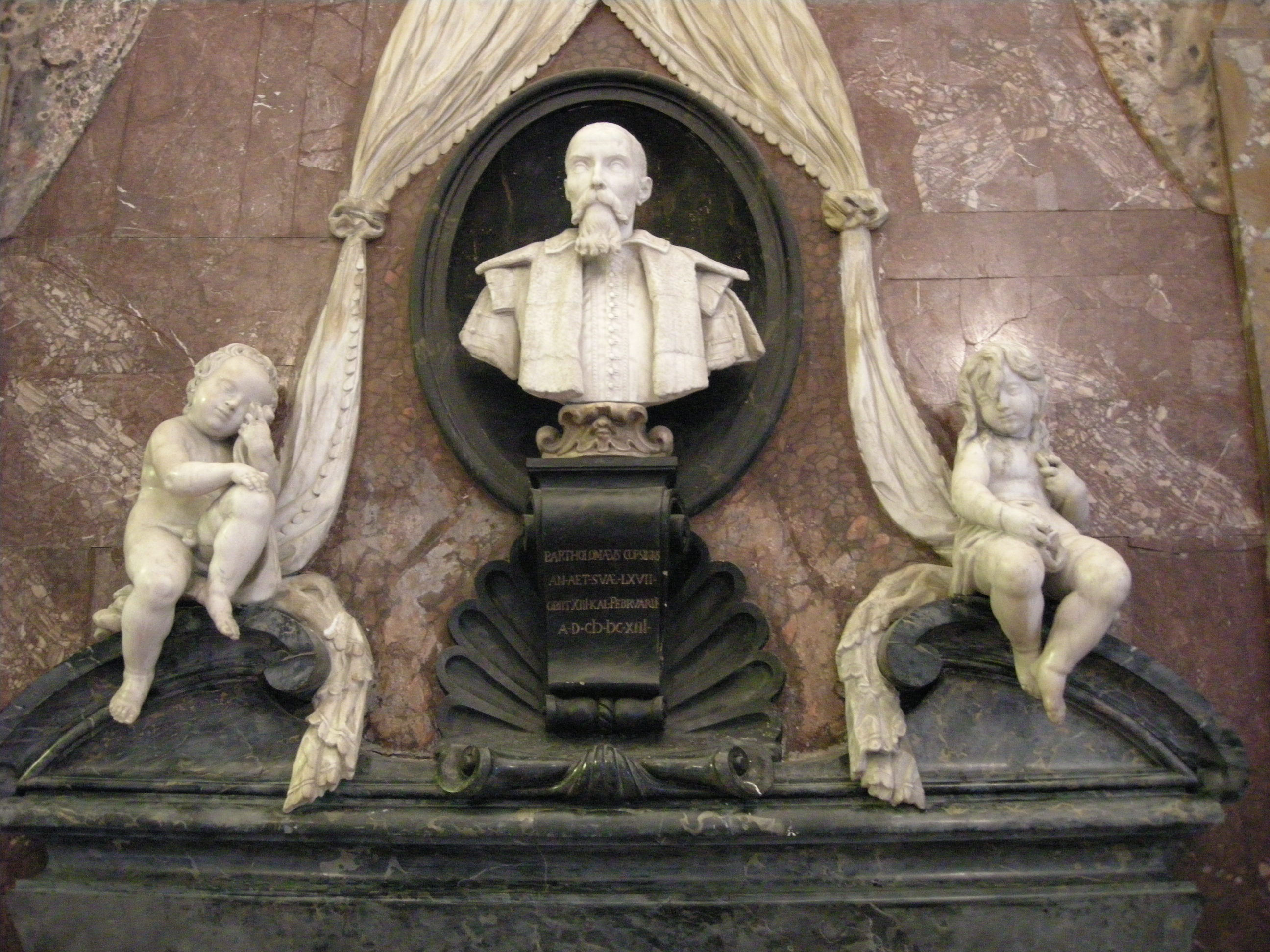
Кенотаф Бартоломео Корсини в капелле Корсини в базилике Санто-Спирито, Флоренция
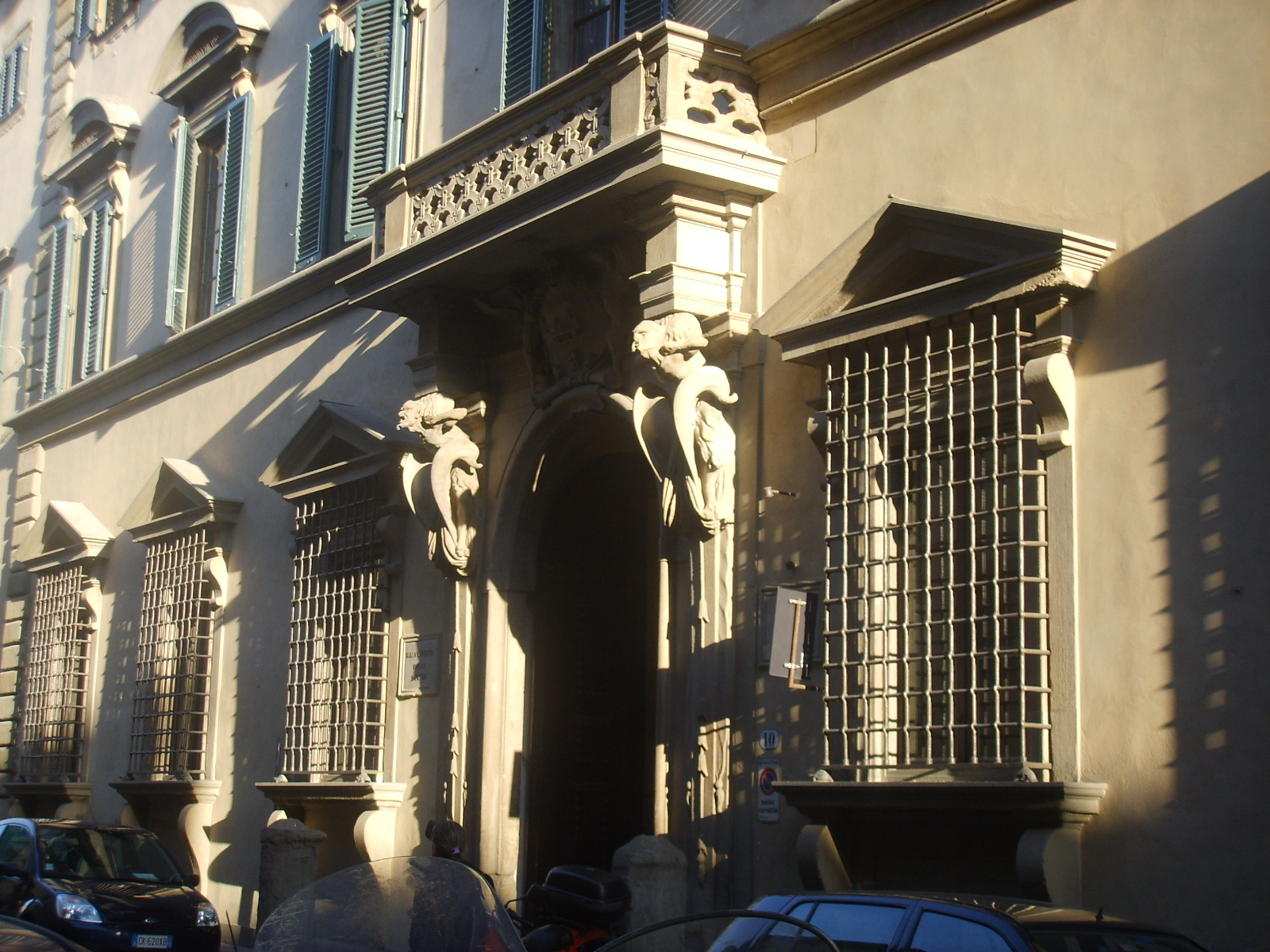
Палаццо Фенци. Фасад. 1628—1630. Флоренция
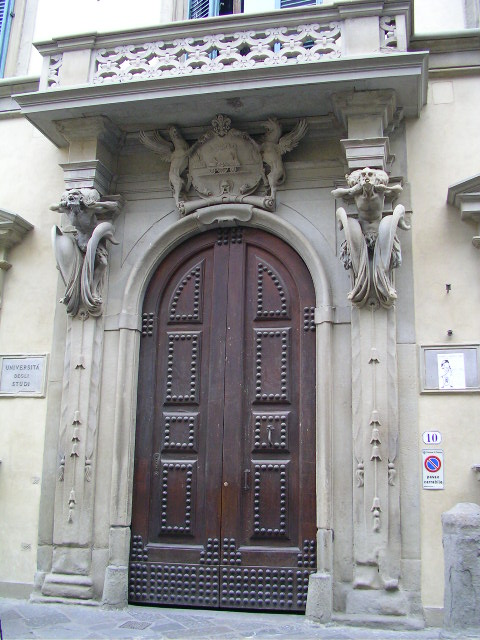
Палаццо Фенци. Портал
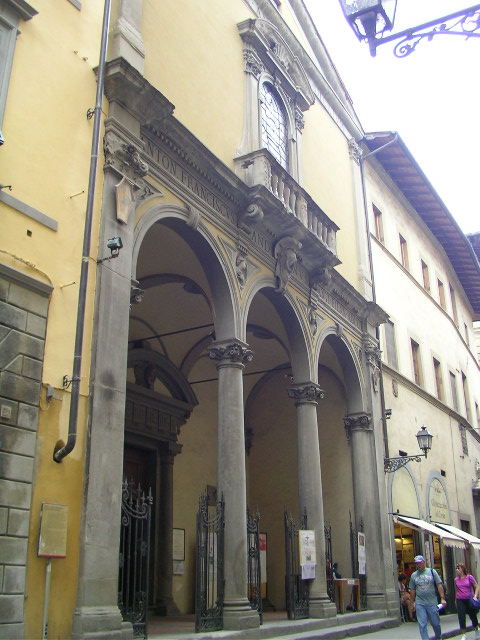
Церковь Санта-Мария-деи-Риччи. Фасад, Флоренция
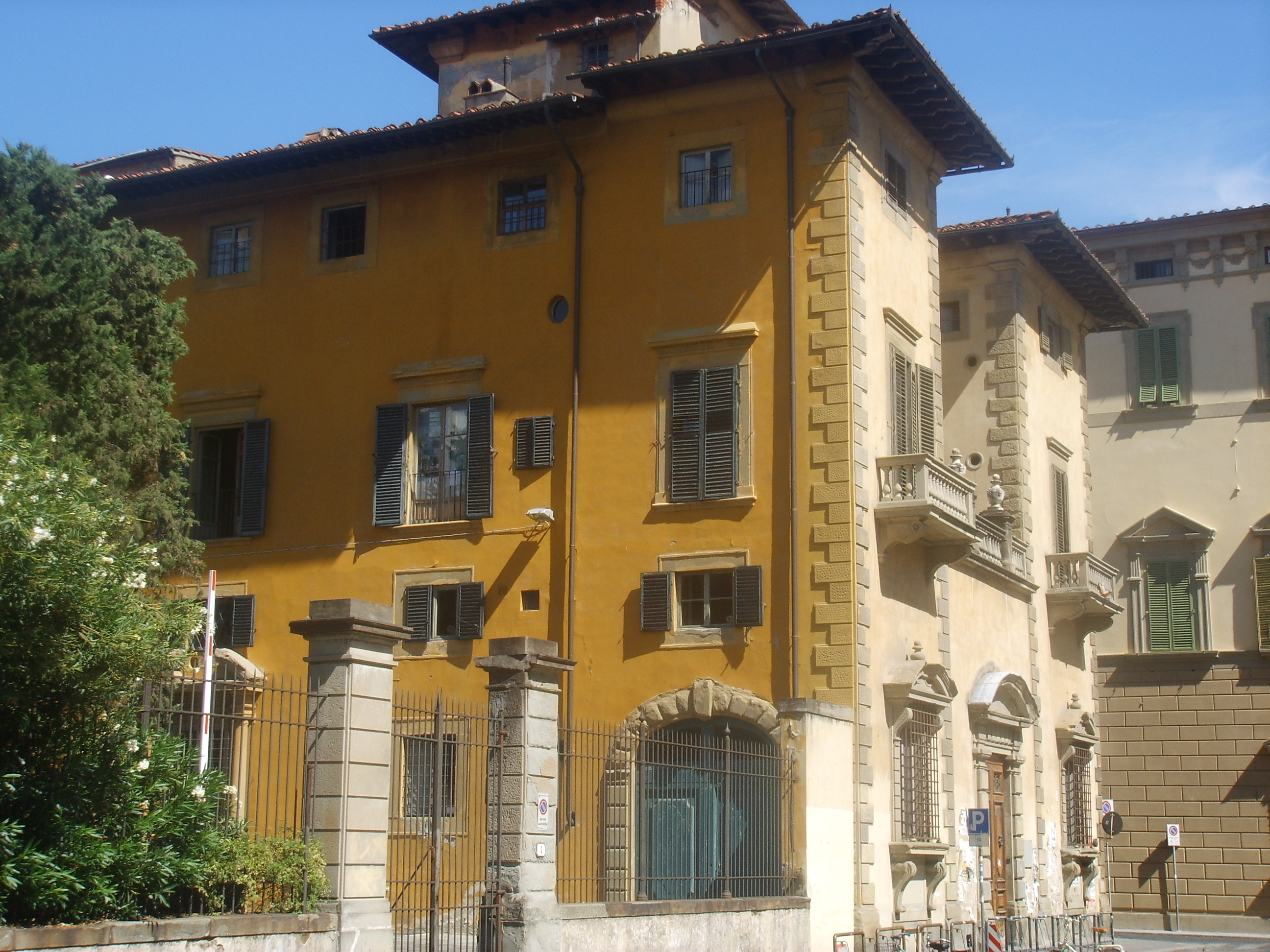
Палаццо Сан-Клементе. Флоренция